# Sheffield Shield 2024/25
Der Sheffield Shield 2024/25 war die 123. Saison des nationalen First-Class-Cricket-Wettbewerbes in Australien der vom 8. Oktober 2024 bis zum 30. März 2025 ausgetragen wurde. Im Finale konnte sich South Australia mit 4 Wickets gegen Queensland durchsetzen.

## Format
Die Mannschaften spielten in einer Division gegen jede andere jeweils zwei Spiele. Für einen Sieg erhielt ein Team zunächst 6 Punkte, für ein Unentschieden (beide Mannschaften erzielen die gleiche Anzahl an Runs) 3 Punkte. Wurde kein Ergebnis erreicht und das Spiel endete Remis bekamen beide Mannschaften 1 Punkt. Zusätzlich bestand die Möglichkeit in den ersten 100 Over des ersten Innings Bonuspunkte zu sammeln. Dabei wurden pro Run die mehr als 200 Runs erzielt werden 0.01 Batting-Bonuspunkte verteilt, jeweils 0.5 Bowling-Bonuspunkte gab es für das Erreichen des 5, 7, 9 Wickets. Des Weiteren war es möglich das Mannschaften Punkte abgezogen bekommen, wenn sie beispielsweise zu langsam spielen oder der Platz nicht ordnungsgemäß hergerichtet war. Am Ende der Saison wurde ein Finale der besten beiden Mannschaften ausgetragen, dessen Sieger der Gewinner des Sheffield Shields war.

## Resultate
Tabelle
| Teams             | Sp. | S | N | U | R | NR | Bat  | Bow | Ded | Punkte |
| ----------------- | --- | - | - | - | - | -- | ---- | --- | --- | ------ |
| South Australia   | 10  | 6 | 1 | 0 | 3 | 0  | 7.61 | 9   | 0   | 55.61  |
| Queensland        | 10  | 3 | 3 | 0 | 4 | 0  | 9.06 | 8.7 | 0   | 39.76  |
| Victoria          | 10  | 4 | 5 | 0 | 1 | 0  | 5.19 | 9.3 | 0   | 39.49  |
| New South Wales   | 10  | 3 | 4 | 0 | 3 | 0  | 6.99 | 8.4 | 0   | 36.39  |
| Tasmanien         | 10  | 3 | 5 | 0 | 2 | 0  | 7.72 | 8.2 | 0   | 35.92  |
| Western Australia | 10  | 3 | 4 | 0 | 3 | 0  | 5.83 | 8.6 | 0   | 35.43  |

Spiele
| 8. – 11. Oktober Scorecard | Sydney | New South Wales 366 (99) & 282-6d (78) | – | South Australia 260 (86.3) & 309-5 (110) |
|                            |        | Remis                                  |   |                                          |

| 8. – 11. Oktober Scorecard | Melbourne | Victoria 428-9d (116.3) & 120-2d (52) | – | Tasmanien 527-9d (167) |
|                            |           | Remis                                 |   |                        |

| 8. – 11. Oktober Scorecard | Perth | Western Australia 465 (124.2) & 263-6d (68) | – | Queensland 367 (112.2) & 120-1 (35) |
|                            |       | Remis                                       |   |                                     |

| 20. – 23. Oktober Scorecard | Melbourne | Victoria 272 (96.2) & 246 (61.5) | – | New South Wales 136 (53.5) & 241 (77.2) |
|                             |           | Victoria gewinnt mit 141 Runs    |   |                                         |

| 20. – 23. Oktober Scorecard | Brisbane | South Australia 314 (100.5) & 352-9d (94) | – | Queensland 308 (72.3) & 229 (73.3) |
|                             |          | South Australia gewinnt mit 129 Runs      |   |                                    |

| 20. – 23. Oktober Scorecard | Perth | Tasmanien 277 (87.3) & 137 (56.3)       | – | Western Australia 332 (96.1) & 83-4 (19.3) |
|                             |       | Western Australia gewinnt mit 6 Wickets |   |                                            |

| 1. – 4. November Scorecard | Sydney | New South Wales 239 (73.3) & 256-4 (82) | – | Queensland 406-5d (143.5) |
|                            |        | Remis                                   |   |                           |

| 1. – 4. November Scorecard | Hobart | Tasmanien 317 (112.3) & 98 (67.5)                       | – | Western Australia 460-9d (161) |
|                            |        | Western Australia gewinnt mit einem Innings und 45 Runs |   |                                |

| 1. – 4. November Scorecard | Adelaide | South Australia 307 (105.1) & 270-8d (73) | – | Victoria 232 (94.5) & 207 (101.5) |
|                            |          | South Australia gewinnt mit 138 Runs      |   |                                   |

| 14. – 17. November Scorecard | Adelaide | South Australia 110 (41.3) & 283 (85.3)             | – | New South Wales 394 (127) |
|                              |          | New South Wales gewinnt mit einem Innings und 1 Run |   |                           |

| 15. – 18. November Scorecard | Melbourne | Western Australia 167 (60) & 325 (135.3) | – | Victoria 373 (112) & 122-2 (23.2) |
|                              |           | Victoria gewinnt mit 8 Wickets           |   |                                   |

| 15. – 18. November Scorecard | Brisbane | Tasmanien 461 (99.2) | – | Queensland 291 (86.3) & 225-5 (81) |
|                              |          | Remis                |   |                                    |

| 23. – 26. November Scorecard | Adelaide | Western Australia 373 (113.5) & 243-3d (80) | – | South Australia 253 (86) & 208-6 (72.3) |
|                              |          | Remis                                       |   |                                         |

| 24. – 27. November Scorecard | Sydney | Tasmanien 364 (129.2) & 268-8d (70) | – | New South Wales 338 (93.4) & 239 (74.5) |
|                              |        | Tasmanien gewinnt mit 55 Runs       |   |                                         |

| 24. – 27. November Scorecard | Brisbane | Victoria 186 (51.5) & 439 (109.3) | – | Queensland 297 (101.2) & 238 (79.4) |
|                              |          | Victoria gewinnt mit 90 Runs      |   |                                     |

| 6. – 9. Dezember Scorecard | Sydney | Western Australia 211 (67) & 184 (101.5)              | – | New South Wales 463-9d (134) |
|                            |        | New South Wales gewinnt mit einem Innings und 68 Runs |   |                              |

| 6. – 9. Dezember Scorecard | Melbourne | Queensland 172 (54.3) & 223 (69.4) | – | Victoria 123 (54) & 249 (89.5) |
|                            |           | Queensland gewinnt mit 23 Runs     |   |                                |

| 6. – 9. Dezember Scorecard | Hobart | South Australia 398-6d (108) & 233-9d (55) | – | Tasmanien 203 (68.1) & 426 (113) |
|                            |        | South Australia gewinnt mit 2 Runs         |   |                                  |

| 8. – 11. Februar Scorecard | Hobart | Tasmanien 236 (86.1) & 291 (82.2) | – | Victoria 258 (80) & 249 (81.2) |
|                            |        | Tasmanien gewinnt mit 20 Runs     |   |                                |

| 8. – 11. Februar Scorecard | Brisbane | Queensland 387 (107.2) & 289-3d (63.4) | – | New South Wales 259 (81.4) & 229 (94) |
|                            |          | Queensland gewinnt mit 188 Runs        |   |                                       |

| 8. – 11. Februar Scorecard | Perth | Western Australia 120 (42.4) & 66 (26.3) | – | South Australia 124 (40.2) & 66-4 (17.4) |
|                            |       | South Australia gewinnt mit 6 Wickets    |   |                                          |

| 18. – 21. Februar Scorecard | Sydney | New South Wales 238 (65.2) & 174 (69) | – | Victoria 182 (60.1) & 154 (38.4) |
|                             |        | New South Wales gewinnt mit 76 Runs   |   |                                  |

| 18. – 21. Februar Scorecard | Brisbane | Queensland 147 (53.4) & 153 (58.4)                      | – | Western Australia 312 (114) |
|                             |          | Western Australia gewinnt mit einem Innings und 12 Runs |   |                             |

| 18. – 21. Februar Scorecard | Adelaide | South Australia 93 (47.2) & 388 (132.4) | – | Tasmanien 101 (33.4) & 293 (98) |
|                             |          | South Australia gewinnt mit 87 Runs     |   |                                 |

| 6. – 9. März Scorecard | Melbourne | Victoria 285 (69.5) & 297 (88.2)      | – | South Australia 283 (94.2) & 300-6 (96.3) |
|                        |           | South Australia gewinnt mit 4 Wickets |   |                                           |

| 6. – 9. März Scorecard | Hobart | Queensland 425-9d (116.5) & 82-1 (25.4) | – | Tasmanien 161 (52.4) & 345 (94.4) (f/o) |
|                        |        | Queensland gewinnt mit 9 Wickets        |   |                                         |

| 6. – 9. März Scorecard | Perth | Western Australia 196 (68.3) & 346-4d (120) | – | New South Wales 261 (108.3) & 130-4 (55) |
|                        |       | Remis                                       |   |                                          |

| 15. – 18. März Scorecard | Hobart | Tasmanien 331 (96.3) & 383-4d (100) | – | New South Wales 186 (62.4) & 202 (67.2) |
|                          |        | Tasmanien gewinnt mit 326 Runs      |   |                                         |

| 15. – 18. März Scorecard | Adelaide | South Australia 614-7d (143.4) & 252-5 (76) | – | Queensland 370 (113.5) |
|                          |          | Remis                                       |   |                        |

| 15. – 18. März Scorecard | Perth | Victoria 197 (87.4) & 370-9d (121) | – | Western Australia 186 (78.2) & 347 (81.2) |
|                          |       | Victoria gewinnt mit 34 Runs       |   |                                           |

### Finale
| 26. – 30. März Scorecard | Adelaide | Queensland 95 (35.5) & 445 (136.2)    | – | South Australia 271 (72.4) & 270-6 (69.1) |
|                          |          | South Australia gewinnt mit 4 Wickets |   |                                           |